# 아플로이아
아플로이아과는 크로소소마목에 속하는 속씨식물 과이다. 동아프리카, 마다가스카르, 마스카렌 제도, 세이셸에서 발견되는 상록수 관목의 종이다.
아플로이아속은 1840년 베넷이 처음 기술했고, 이나무과에 포함시켰다. Takhtajan이 그 잘못된 분류를 인식하기 전까지, 대부분의 분류 체계들이 제비꽃목에 이 새로운 과를 만들고, 여기에 계속해서 포함시켰다.
2003년의 APG II 분류 체계에서는 어떤 목에도 속하지 않고 장미군에 포함된 바 있다. 2005년의 매튜(Matthews)와 엔드레스(Endress) 그리고 2006년의 스티븐스(Stevens)는 크로소소마목에 이 과를 포함시키고 있다.

## 참조
- Walter S. Judd and Richard G. Olmstead (2004). “A survey of tricolpate (eudicot) phylogenetic relationships”. 《American Journal of Botany》 91: 1627–1644. doi:10.3732/ajb.91.10.1627. (full text 보관됨 2009-08-08 - 웨이백 머신 )
- Matthews, M. L. and P. K. Endress. 2005. Comparative floral structure and systematics in Crossosomatales (Crossosomataceae, Stachyuraceae, Staphyleaceae, Aphloiaceae, Geissolomataceae, Ixerbaceae, Strasburgeriaceae). Botanical Journal of the Linnean Society 147: 1-46 (abstract[깨진 링크(과거 내용 찾기)]).
- Aphloiaceae in Stevens, P. F. (2001 onwards). Angiosperm Phylogeny Website. Version 7, May 2006.
- Aphloia in Flora of Zimbabwe (includes photo)